# Marginaspis thevetiae
Marginaspis thevetiae är en insektsart som beskrevs av Hall 1946. Marginaspis thevetiae ingår i släktet Marginaspis och familjen pansarsköldlöss. Inga underarter finns listade i Catalogue of Life.